# Подпора за книги
Подпорага за книги (още стопер/държач/опора за книги) е висок, здрав и достатъчно тежък обект, който се поставя в края на редица изправени книги, за да ги поддържа изправени.

## История
Тежките подпори за книги, направени от дърво, бронз, мрамор и дори големи геоди, са били използвани в библиотеки, магазини и домове от векове; обикновената подпора от ламарина (първоначално патентована през 1877 г. от Уилям Стебинс Барнард) използва тежестта на книгите, стоящи на крака ѝ, за да захване високата скоба на подпората за книги към гърба на последната книга; в библиотеките често се използват обикновени метални скоби за поддържане на края на редица книги.

## Приложение
Подпорите за книги имат практическо приложение в подредбата на лавици.
Сложните и декоративни подпори за книги са често срещани като елементи в домашния декор. Могат да представляват сами по себе си и произведения на изкуството.